# Травно
Тра́вно (хорв. Travno) — житловий масив столиці Хорватії Загреба, розташований у міському районі Новий Загреб-схід. Один із найбільш густонаселених мікрорайонів у Хорватії здебільшого завдяки найбільшому житловому будинку Хорватії — знаменитій Мамутиці. За переписом 2011 року населення мікрорайону налічувало 9 960 жителів.
Одна з вулиць житлового масиву має назву Українська. Саме на ній установлено єдиний у Хорватії пам'ятник Тарасові Шевченку.